# Charles Kervyn de Lettenhove

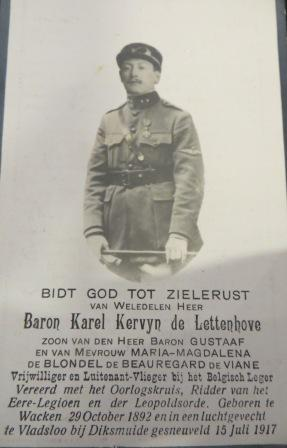
Rouwkaartje Charles Kervyn de Lettenhove

Charles Marie Bruno Ghislain Kervyn de Lettenhove (Wakken, 29 oktober 1892 – Vladslo, 15 juli 1917) was een onderluitenant-vlieger tijdens de Eerste Wereldoorlog. Hij werd neergehaald in een luchtgevecht boven Vladslo. 

## Biografie
baron Charles Kervyn de Lettenhove was een zoon uit het tweede huwelijk van baron Gustave Jozef Maria Bruno Kervyn de Lettenhove (6 oktober 1844 – 8 oktober 1934) met barones Madeleine de Blondel de Beauregard de Viane (29 augustus 1864 – 26 januari 1945). 
Baron Gustave Kervyn de Lettenhove kwam rond 1890 naar Wakken. Hij was er gemeenteraadslid (1896 tot 1932) en burgemeester (1900 tot 1908 en 1912 tot 1926). 
Charles Kervyn de Lettenhove vloog met een vliegtuig type M Farman 40 van het vierde smaldeel samen met zijn waarnemer, luitenant-vlieger Graaf Jacques de Meeûs d'Argenteuil. Hun Farman werd onderschept door een formatie van Jasta 7, dat waarschijnlijk vanop Roeselare/Torhout opereerde. Beiden stierven bij dit luchtgevecht. 

### Graf

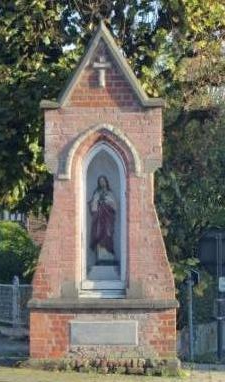
H. Hartkapel Charles Kervyn de Lettenhove

Op het gemeentelijk kerkhof van Vladslo hebben baron Charles de Lettenhove en graaf Jacques de Meeûs een gemeenschappelijk graf. In 2007 ontstond er echter twijfel omtrent de begraafplaats van Charles Kervyn. 
Op de militaire begraafplaats van Hoogstade (grafnummer 519) ligt er namelijk nog een Kervyn de Lettenhove onder een militaire grafsteen. Het betreft echter Joseph Marie Auguste René Bruno Kervyn de Lettenhove, geboren te Sint-Michiels op 1 december 1894 en gesneuveld te Merkem op 18 april 1918. Hij was luitenant bij de "Groupement léger de la 3e D.A.

### H. Hartkapel
In Wakken, de geboorteplaats van Charles Kervyn, staat een bakstenen kapelletje ter nagedachtenis van de baron op de hoek van de Oeselgemstraat en de Molenstraat. 
Op de arduinen gedenkplaat staat de volgende inscriptie te lezen: "BARON CHARLES KERVYN DE LETTENHOVE / LIEUTENANT –VLIEGENIER / GEVALLEN OP HET VELD VAN EER / TE VLADSLOO DEN 15 OOGST 1917". 
Volgens de inscriptie zou hij gevallen zijn te Vladslo op 15 augustus 1917, de juiste datum is echter 15 juli 1917.

### Oorlogsmonument

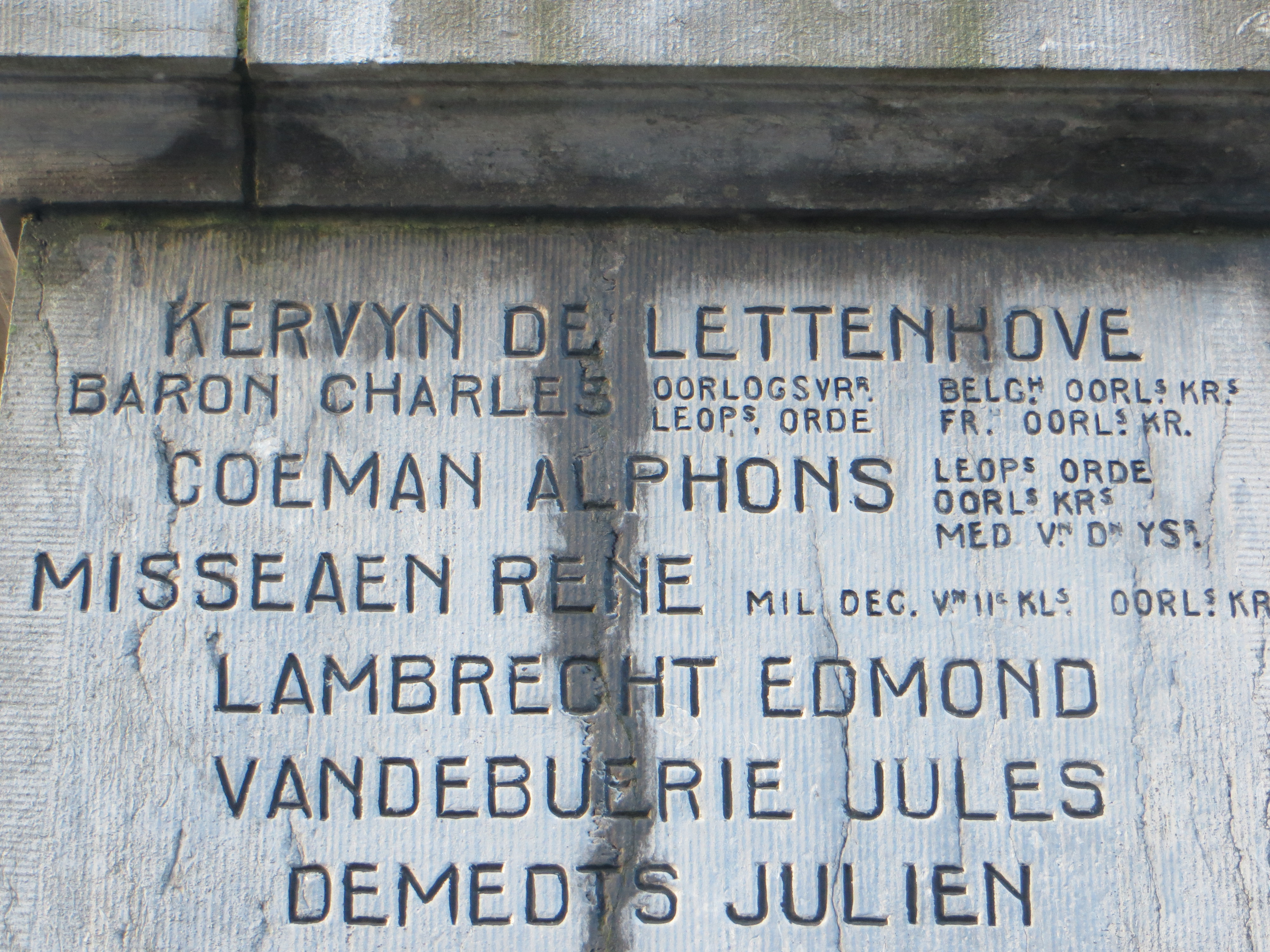
Oorlogsmonument Wakken

Op de Wapenplaats, in het centrum van Wakken, staat een oorlogsmonument ter nagedachtenis aan de inwoners van Wakken die zijn omgekomen of vermist in de eerste en tweede wereldoorlog. De naam van Charles Kervyn de Lettenhove is terug te vinden op dit monument.